# Інкасування
Інкасування (інкасація) — здійснення банком за дорученням клієнта (векселедержателя) операцій з векселями та супровідними комерційними документами на підставі одержаних інструкцій з метою:
- одержання платежу та/або акцепту або
- передавання векселів та комерційних документів проти платежу та/або акцепту або
- передавання векселів та комерційних документів на інших умовах

Інкасація — система здачі готівкових грошових коштів, валютних та інших цінностей підприємствами, організаціями банківським установам.
Посадова особа, в обов'язки якого входить інкасація, називається інкасатором.